# Østrigs historie
Østrigs historie omhandler Østrigs udvikling fra en allerede i oldtiden stærkt udviklet kultur over kelterne, romerne, Habsburgernes store mellemeuropæiske rige til Østrigs omdannelse til en republik.
I ældre jernalder opstår Hallstattkulturen, hvor bl.a. de store saltforekomster i Salzkammergut og kontakt med andre kulturer skabte basis for handel og kulturudveksling. I den yngre jernalder bosatte Kelterne sig i samme område og skabte fornyet udvikling, bl.a. gennem udvikling af en avanceret forarbejdningsteknologi af jern. Dette skabte senere tæt kontakt mellem romerne og kelterne, inden romerne besatte det meste af det nuværende østrigske område i år 15 f.Kr.
Folkevandringstiden skabte nye bosættelser i det østrigske område, og i det 8. århundrede etablerede den frankiske hersker Karl den Store en grænsemark i området, der senere udviklede sig til et selvstændigt østfrankisk rige. Dette var den spæde begyndelse for dannelsen af Østrig, der fra omkring år 1000 og 250 år frem opnåede stor fremgang under huset Babenberg. Med denne families uddøen i 1246, overtog Habsburgerne kontrollen med området. Frem til 1918 blev de den dominerende faktor i Østrigs historie.
Habsburgerne udvidede riget mod Ungarn, Tjekkiet og Polen samt Spanien frem til 1700. Den spanske Habsburger-linje uddøde på dette tidspunkt, og med den Spanske Arvefølgekrig mistede Habsburgerne store dele af de spanske områder, men vandt i de kommende årtier nye besiddelser i Bosnien, Serbien, Banat og Italien, hvorefter det habsburgske rige nåede sin største udstrækning i Europa.
Med Maria Theresia af Østrig som regent fra 1740 gennemgik Østrig en række grundlæggende samfundsreformer, såsom indførelse af magtdelingen, skolepligt og regulering af retsvæsenet gennem straffelove.
I årene før opløsningen af det Tysk-Romerske rige dannedes i 1804 Kejserriget Østrig, der fra 1815 indgik i det Tyske Forbund. I den følgende periode forstærkedes de nationalistiske bevægelser i Habsburgriget, hvilket styrkede Ungarns kamp for at løsrive sig. Resultatet blev kejser Franz Joseph 1.'s etablering af dobbeltmonarkiet Østrig-Ungarn. De indre nationalistiske spændinger fortsatte imidlertid – særligt i Balkan-landene. Da den serbiske nationalist Gavrilo Princip myrdede den østrigske tronfølger i Sarajevo i 1914, blev det anledningen til 1. verdenskrig.
Med afslutningen af verdenskrigen kollapsede det østrigske rige, og der blev udråbt en republik, hvis grænser blev fastsat af ententemagterne. Republikken led dog under en svag økonomi efter krigen og depressionen i 1929 skabte massearbejdsløshed. Det skabte grobund for nationalistiske bevægelser, der resulterede i den såkaldte Austrofascisme, hvor Engelbert Dollfuß satte demokratiet ud af kraft gennem en gammel krigslov.
I 1938 blev Østrig presset af Nazi-Tyskland, hvilket resulterede i Østrigs Anschluss til Hitlers diktatur. Efter 2. verdenskrig blev den Anden Republik udråbt, og Østrig genopstod med en forfatning baseret på den oprindelige fra den Første Republik. Østrig blev inddelt i fire besættelseszoner af De Allierede, som først forlod landet i 1955, da Østrig vedtog en statstraktat med en ny forfatning. Samtidig blev vedtaget en lov om landets evige neutralitet, hvilket har præget østrigsk politik op til nutiden. I 1995 blev Østrig medlem af EU.

## Afgrænsning af Østrigs historiske område
Der er stor forskel på det område, der i dag udgør nationalstaten Østrig, og det område, hvor Østrig under én eller anden form har udgjort kernen i et lands styre. Til dette kerneområde henregnes sædvanligvis området omkring Donau og det nuværende Oberösterreich. Det var her, at kejser Otto III. skænkede et landstykke omkring Neuhofen an der Ybbs til biskoppen af Freising i 996, hvor navnet Ostarrîchi, som senere blev til Österreich, første gang nævnes i en skriftlig kilde. Historikere har gennem tiden valgt forskellige udgangspunkter til at beskrive Østrigs historie. På den ene side kan Østrig ses med udgangspunkt i det nuværende statsområde, og på den anden side kan man tage udgangspunkt i Habsburg-monarkiet og definere Østrig ud fra dette monarkis grænser. Hvis man tager det sidste som udgangspunkt, så bliver det Tysk-romerske rige og de slaviske, romanske og ungarske sprogområder også en del af den østrigske historie.
For at forstå de mange nationale konflikter, der hører til resultatet af den nuværende republik, beskrives her Østrigs historie med udgangspunkt i både Habsburg-monarkiet og udviklingen i det "kerne-østrigske" område (og den heraf afledte urhistorie). Østrigs nuværende 9 delstater har vidt forskellig historie, og er alle blevet en del af Østrig på forskellige tidspunkter og har indgået forskelligt i den indre østrigske styreform. Det er bl.a. derfor svært at sætte en præcis grænse for, hvad man historisk forstår ved Østrig. Hertil kommer, at Habsburg-monarkiets delområder ikke var bundet sammen gennem en fælles national forståelse og identitet, men snarere gennem en række statssymboler som dynasti, embedsmænd og en fælles hær. Hertil kommer fælles kejserhymne, nationalvåben og -fane og et sammensat østrigsk køkken, hvor regionale retter i dag skaber en national identitet. Da Østrig-Ungarn som nation faldt fra hinanden i 1918, havde østrigerne ikke en fælles identitet. De så sig i stedet som et tysk folk, hvilket umiddelbart efter 1. verdenskrig afstedkom etableringen af Tysk-Østrig, som dog af krigens sejrsherrer blev forbudt. Det er i dette lys, at Østrigs historie er belyst.

## Urhistorie
Under istiden var Alperne dækket af gletsjere og var stort set ikke tilgængelige. De ældste spor af menneskers tilstedeværelse i Østrig findes fra palæolitikum (ældste stenalder) for omkring 200.000 år siden. Flere fundsteder ligger i Niederösterreich, hvor det kendteste er i Wachau. I Niederösterreich har man også fundet de to ældste østrigske kunstværker: Venus fra Galgenberg (den såkaldte Dansende Fanny) fundet i Stratzing er verdens ældste antropomorfe figur. Det er en 7,2 cm. høj kvindelignende figur, der er omkring 30.000 år gammel og fremstillet af amfibolitskifer, samt den 27.000 år gamle Venus fra Willendorf, der er 11 cm. høj og fremstillet af kalksten.
Under neolitikum (yngre stenalder) bliver Østrigs regioner efterhånden beboet, og man ser en begyndende landbrugskultur samt udnyttelse af råstoffer. Hornsteinbergwerk i Mauer-Antonshöhe ved Wien er et stenbrud fra denne tid, hvor der blev fremstillet forskellige typer værktøj, og regnes til Østrigs ældste industri.
De ældste kobberfund er koncentreret omkring karpater-bækkenet. Mennesket begynder at opdrætte dyr, og i løbet af kobberalderen bliver de indre alpine områder også gjort tilgængeligt i søgningen efter råstoffer, særligt kobber. De vigtigste fund fra denne tid er gletsjermumien Ötzi, der levede omkring 3300 f.Kr. Fra denne tid stammer også pælebyggeri omkring Mondsee fra den såkaldte Mondseekultur. I bronzealderen begynder udbredelsen af murbefæstede byer, som var magt- og handelscentre, hvor man udvandt, forarbejdede og handlede med kobber og tin. Murene har tjent som overvågning og beskyttelse. Den florerende handel med råmaterialer og halvfabrikata afspejler sig i udsmykningen af gravene, hvor der blandt andet er gjort betydelige fund i Franzhausen i nærheden af St. Pölten i Niederösterreich med over 400 store gravsteder. I urnemarkskulturen begynder saltudvindingen i den nordlige del af saltbjergværket ved Hallstatt.

### Hallstatt- og La Tène-kulturerne
Den ældre jernalder er opkaldt efter det berømte fundsted Hallstatt i Oberösterreich og kaldes derfor Hallstattkulturen. Floderne Enns, Ybbs og Inn krydser den vestlige og østlige del af området omkring Hallstatt. Den vestlige del af området stod i kontakt med de græske kolonier ved den liguriske kyst. I Alperne plejede folkene kontakt med etruskerne og regionerne under græsk indflydelse i Italien. Østen har tætte forbindelser til de steppefolk, som boede i et område strækkende fra karpater-bækkenet til de sydrussiske steppeområder. Hallstatts befolkning opnåede rigdom på grund af de store saltforekomster, og man har i grave i Hallstatt fundet importerede luksusprodukter fra områder gående fra Nordsø- og Østersøområdet til etruskerne i syd. I Steiermark har man i Strettweg fundet tegn på religiøst liv i form af en solvogn.
La Tène-kulturen i den yngre jernalder er domineret af Kelterne, hvis kultur strækker sig fra det 6. til det 1. århundrede f.Kr.. Kelterne selv efterlod sig ingen skriftlige kilder, men de er beskrevet af både samtidige og senere kulturer, f.eks. hos Herodot. Kelterne danner kongeriget Regnum Noricum gennem en sammenslutning af flere keltiske stammer under ledelse af norikerne og det udgjorde den første statsdannelse på østrigsk jord. Den afgrænsede sig til den sydlige og østlige del af det nuværende Østrig. Den vestlige del var beboet af forskellige rætiske stammer. Dürnberg og Hallein i Salzburg bliver en keltisk saltmetropol, mens der i den østlige del af Østrig opstår en blomstrende jernindustri i Oberpullendorfer Bucht i Burgenland. Kelterne udviklede en avanceret forarbejdningsteknologi, og det keltiske jern var højt værdsat af romerne. Befæstede bjergbyer (såkaldte Oppida, ental: Oppidum) som f.eks. på Magdalensberg i Kärnten eller Braunsberg i nærheden af Carnuntum bliver til centre for det offentlig-retslige liv.

### Det romerske rige
Den største del af det nuværende Østrig blev besat af det romerske rige omkring 15 f.Kr. Den romerske kejser Claudius oprettede under sin regeringsperiode (41-54 e.Kr.) den romerske provins Noricum, hvis grænse mod nord gik til Donau og mod nordøst til Wienerwald, mod øst nogenlunde omkring den nuværende steiriske østgrænse samt mod sydøst og syd langs med floderne Eisack og Drau (senere under Diokletian (284-395) blev provinsen delt i to provinser langs med alperyggen i Noricum ripense og Noricum mediterraneum). Området vest for Ziller-floden og Noricum svarende til de nuværende forbundslande Vorarlberg og Tyrol blev til provinsen Raetia, og mod øst grænsede Pannonien med det nuværende Burgenland til Noricum. Donau dannede med Donaulimes grænsen til de nordlige dele af Ober- og Niederösterreich, som var bosat af germanere.
Nogle byer i Østrig går helt tilbage til kelternes tid, som f.eks. Linz (Lentos). Talrige andre bosættelser opstod med romerne. Den østligt for Wien beliggende by Carnuntum var den største romerske by. Andre vigtige byer var Virunum (nord for det nuværende Klagenfurt) og Teurnia nær det nuværende Spittal an der Drau. Betydende udgravninger fra romertiden er i dag Kleinklein i Steiermark og Zollfeld på Magdalensberg i Kärnten. I det 2. århundrede e.Kr. begyndte udbredelsen af kristendommen; landets daværende kirkelige organisation går tilbage til det 4. århundrede e.Kr.

### Folkevandringstiden
Med folkevandringen begyndte nedturen for den romerske magt. Fra det 5. århundrede blev det romerske rige fortrængt af germanske stammer. Fra det 6. århundrede begyndte en kontinuerlig bosættelse af bajuvarer i Noricum, og i det nuværende Vorarlberg etablerede alemannerne bosættelser. Mod slutningen af det 6. århundrede brød Romerriget endeligt sammen. Avarerne trængte fra Asien ind i karpaterbækkenet og Pannonien og fortrængte derfra Slaverne, der bevægede sig mod sydøst til Balkan og mod vest langs med Drau, Mur og Mürz uden at støde på modstand fra den keltoromanske befolkning. I 592 blev de standset af bajuvarerne under hertug Tassilo I. i Østtyrol ved Dölsach.

## Middelalder

### Tidlig middelalder (til 976)
De slaviske folkestammer, som havde bosat sig i dalene omkring floderne Drau, Mur og Sava, grundlagde omkring år 600 Europas første uafhængige slaviske statsdannelse, Karantanien (i dag Kärnten), i den sydlige del af det nuværende Østrig. Med de tilbageblevne rester af den keltoromanske befolkning stod de sammen om modstanden mod den videre indtrængen af nabofolket frankerne og avarerne.
I det nordlige alpeområde etablerede det bayriske stamhertugdømme sig fra midten af det 6. århundrede. Bayernes bosættelsesområde blev på dette tidspunkt udvidet mod syd i det nuværende Sydtyrol og mod øst til Enns. Øst herfor i det nuværende Mähren og Böhmen slog først avarerne og senere slaverne sig ned. Under Karolingerne kom det til en forstærkning af Frankerriget, hvorved det gamle bayeriske stamhertugdømmes vidtrækkende selvstændighed blev afsluttet i det sene 8. århundrede, hvoraf flere områder lå i det nuværende Østrig. Den sidste uafhængige bayeriske hertug var Tassilo III., som Karl den Store besejrede i 788. Det slaviske Karantanien brød sammen i anden halvdel af det 8. århundrede og kom under frankisk overhøjhed. Som værn mod avarerne etablerede den frankiske hersker Karl den Store omkring år 800 en grænsemark i det nuværende Niederösterreichs område mellem floderne Enns, Raab og Drau. Området blev også kaldt Avarermarken.
I det 9. århundrede går Frankerriget i opløsning, og den øvrige del af riget, der nu kaldes Østfranken, bemægtigede sig Avarermarken. Nord for det østfrankiske rige udgjorde Stormähren en tiltagende trussel. Arnulf af Kärnten udslettede i alliance med ungarerne (magyarerne) Stormähren. Til gengæld indtog magyarerne med Slaget ved Bratislava i 907 Avarermarken, hvorved østfrankerne måtte trække sig tilbage vest for Enns-floden. Først efter sejren i Lechfeldslaget under den østfrankiske konge Otto den Store var truslen fra Ungarn elimineret. Følgen af sejren blev, at bayererne atter rykkede øst for Enns, og etablerede et markgrevskab i en del af det nuværende Niederösterreich. Området blev kaldt den østlige mark (Marchia Orientalis).

### Markgrevskabet Østrig (976-1156)
I 976 blev Leopold 1. af Babenberg-slægten forlenet med denne mark. I 996 anvendes første gang formelt navnet Ostarrîchi, som senere blev til Österreich. Det skete, da Heinrich I. den 1. november 996 kundgjorde, at klosteret i Freising fik et jordstykke ved Neuhofen an der Ybbs: in regione vulgari vocabulo Ostarrîchi in marcha et in comitatu Heinrici comitis filii Luitpaldi marchionis. Oversat betyder det: i det område, der i folkemunde hedder Østrig, og som ligger i Leopolds søn grev Heinrichs mark og grevskab.
Med Babenbergernes herredømme over området skete der stor udbredelse af bosættelserne i det 11. og 12. århundrede og de opbyggede deres magtposition på de indre linjer bl.a. ved mange nye klostergrundlæggelser. Det lykkedes for markgreve Leopold 3. at komme familiemæssigt ind i kejserhuset. Det skete ved, at han i magtkampen i det tysk-romerske rige mellem Henrik 4. og Henrik 5. gik over på Henrik 5.'s side, hvilket var en væsentlig årsag til hans sejr. Som belønning modtog Leopold Henrik 5.'s datter Agnes von Waiblingens hånd. Leopold blev på grund af sine klostergrundlæggelser – særligt Stift Klosterneuburg – kanoniseret i 1485.

### Hertugdømmet Østrig under Babenbergerne (1156-1246)
I kølvandet på konflikten mellem adelshusene Hohenstaufen og Welf blev hertugdømmet Bayern i 1139 lagt under Babenbergerne. Da Frederik Barbarossa ville bilægge striden, gav han Welf-huset Bayern tilbage. Til gengæld ophøjede han i 1156 Østrig til hertugdømme med Privilegium minus. Med denne uafhængighed af det bayeriske moderland begynder Østrigs historie som uafhængigt herskab indenfor det hellige romerske rige. Henrik 2. af Østrig blev den første hertug. På grund af Georgenbergermanifestet fra 1186 tilfaldt Steiermark hertugdømmet i 1192, da huset Traungauer blev opløst.
Med Leopold 6. nåede det højmiddelalderlige Østrig et kulturelt højdepunkt. I hans regeringsperiode blev den dengang revolutionerende gotiske kunst ført til landet. Med hans søn Frederik 2. uddøde den mandlige linje af Babenbergerne i 1246.

### Hertugdømmet Østrig mellem Babenberg og Habsburg (1246-1282)
Blandt de mange kandidater til Babenbergernes efterfølger, kunne Bøhmens konge Ottokar 2. slå igennem. Stænderne havde kaldt ham til landet i 1256 for at forsøge at standse den usikre tilstand. Ottokar havde som mål at trænge adelen tilbage for at give plads til borgerskabet i byerne. Derfor havde Ottokar et godt eftermæle blandt wienerne langt ind i Habsburger-tiden. Ottokar bejlede til den ledige kongekrone i Tyskland, men fyrsterne gav kongeværdigheden til grev Rudolf 1. af Habsburg. Med sine små besiddelser i Schweiz og Schwaben udgjorde han efter kurfyrsterne opfattelse ikke en trussel. Ottokar anerkendte ikke valget af Rudolf, men han besejrede Ottokar i 1278 i slaget på Moravafeltet. Vejen var nu åben for at habsburgerne kunne blive hertuger af Østrig og Steiermark. Juledag 1282 fik Rudolf I. rigets fyrsters velsignelse til at overtage områderne, og fra denne dag frem til den 12. november 1918 kom Habsburgerne til at sidde på overherredømmet i Østrig.

### Hertugdømmet Østrig under habsburgerne (1282-1452)
I 1335 arvede habsburgerne Kärnten og Krain efter den bayeriske adelslægt Meinhard. I 1363 tilfaldt også Tyrol til Rudolf 4. fra Margrethe af Tyrol. Rudolf 4. var den mest foretagsomme hersker i senmiddelalderen, og han betragtes historisk som den der har lagt grunden til det østrigske dynasti. Han initierede mange foranstaltninger, som frem for alt skulle højne Wiens betydning. Han lod i 1359 Privilegium Minus forfalske i en ny version, som blev kaldt Privilegium Maius, som ophøjede Østrig til ærkehertugdømme og sikrede det forskellige rettigheder inden for riget. Det blev dog først formelt godkendt af Frederik 3. i 1453, hvorefter Østrig var et ærkehertugdømme 
I 1379 blev det habsburgske herskab for første gang delt gennem Neubergtraktaten. Derefter skete der i 1406 og 1411 yderligere delinger, hvorved der opstod følgende landkomplekser:
- De nederøstrigske lande (Ober- og Niederösterreich)
- De indre østrigske lande (Steiermark, Kärnten, Krain og inder-Istrien samt Trieste).
- De forøstrigske lande (Tyrol, Vorarlberg og områderne Schwaben og Alsace).

For ærkehertug Frederik 5. (som senere blev til den tysk-romerske kejser Frederik 3.) lykkedes det imidlertid at samle landene igen, idet han overlevede og arvede alle sine modstandere.

## De habsburgske områder i den tidligere nutid

### Østrigs opstigning til stormagt
Det meste af det 15. århundrede er en periode med forvirrende arvedelinger og familiestridigheder, som svækkede landets politiske og økonomiske betydning alvorligt, hvorved kejserens magt i riget ikke var særlig stor. Frederik 3. var en møjsommelig regent uden den store glans, men han efterlod sig et agtet og fast forankret land. Dets betydning blev større, da hans søn Maximilian 1. i 1477 giftede sig med Maria, der var arving til Burgund. Efter Marias tidlige død forsøgte Maximilian giftermål med den bretonske prinsesse Anne, der var arving til Bretagne. Men den franske konge forhindrede giftermålet og dermed habsburgernes overtagelse af Bretagne. I 1406 bortgiftede kejser Maximilian sin søn Filip til prinsesse Johanne, arving til Kastilien og Aragonien. Dermed sikrede han ikke kun habsburgernes arverettigheder til Spanien, Napoli, Sicilien og Sardinien, men også til de spanske kolonier.
I 1521 overgav Filips søn kejser Karl 5. de gammel-østrigske lande til sin bror Ferdinand 1. gennem giftermål med Anna Jagellonica, der besad arverettighederne til Bøhmen og Ungarn. Karl 5. erkendte, at det kæmpe habsburgske imperium ikke kunne regeres af én mand. Efter at Ludvig 2. af Ungarn led nederlag til osmannerne i 1526 ved slaget ved Mohács arvede Ferdinand ikke kun kongerigerne Ungarn og Bøhmen (og herunder Mähren, Schlesien og Lausitz) men også truslen fra det Osmanniske Rige, som Ungarn hidtil havde været en stødpude i forhold til. Her løb habsburgerne for første gang ind i en konflikt med den ungarske adel, som ikke ønskede en udlænding som hersker. De støttede statholderen af Transsylvanien og arvegreven af Spiš Johan Zápolya, og valgte ham til konge. På grund af sin militære overlegenhed og støtte fra de habsburgske områder erhvervede Ferdinand dog magten. Det ungarske nederlag ved Mohács havde åbnet for, at tyrkerne i 1529 stod foran Wiens porte og indledte den første tyrkiske belejring af Wien. Østrigerne slog tyrkerne tilbage, men på grund af for ringe støtte fra Karl V. lykkedes det ikke at fordrive tyrkerne helt fra Ungarn. Det kom til årelange slag med tyrkerne, hvilket resulterede i at Ungarn i 1538 blev delt mellem habsburgerne, osmannerne og den ungarske adel:
- Det kongelige Ungarn (Vest- og Nordungarn med Slovakiet) med Bøhmen og Mähren gik til Habsburg
- Det mellemste del af landet gik til osmannerne
- Transsylvanien kom under den rivaliserende ungarske adels kontrol

I 1555 abdicerede Karl 5. efter den augsburgske religionsfred og overlod den tyske kejsertrone til sin bror Ferdinand I. Det førte til en deling af habsburgerne i en spansk og en østrigsk linje. Den østrigske linje leverede til 1806 næsten uafbrudt kejsere til det tysk-romerske rige.

### Reformation, modreformation og katolsk reform i de habsburgske lande
Martin Luthers reformation vandt udbredelse blandt den østrigske adel, og tankerne spredte sig efterhånden i landet. Særligt i 2. halvdel af det 16. århundrede var der en opblomstring af protestantismen i Østrig med undtagelse af Tyrol og Vorarlberg. Det anslås, at over 70 % af befolkningen i de østrigske lande tog den nye lære til sig, og særligt i Bøhmen fik protestantismen et godt tag, og man skønner at over 90 % af befolkningen i området blev protestanter.
Der blev imidlertid opbygget en stærk modreformatorisk bevægelse. Med vold, uddrivelse og censur kæmpede særligt jesuitterne og kardinal Melchior Khlesl for en re-katolisering omkring 1600 og kejser Ferdinand 2. støttede den voldelige linje i modreformationen. På grund af denne politik blev Østrig trukket med ind i Trediveårskrigen, som opstod på grund af den bøhmiske opstand. Ferdinand 2. førte en hård enevældig linje, og han udskilte østrigske anliggender fra det tysk-romerske rige ved at etablere et kancelli. Med den Westfalske fred, der markerede afslutningen af krigene, opstod en helt række statsdannelser i Europa og dermed også en egen østrigsk magt over for det tysk-romerske rige.

### Habsburgerne og den osmanniske trussel
Efter at tyrkerne havde trukket sig tilbage fra belejringen af Wien i 1529 udgjorde de en konstant trussel mod de habsburgske besiddelser i og omkring Ungarn. Det kom i en næsten 200-årig periode til permanente småslag mellem de kejserlige og tyrkiske tropper, som kun blev afbrudt af perioder med regulære krige. Osmannerne belejrede resultatløst Wien for anden gang i 1683. Et afgørende vendepunkt skete da Hertug Karl af Lothringens hær under kong Johan 3. Sobieski af Polens overkommando faldt belejrerne i ryggen fra Kahlenberg ved Wien. I de følgende år lykkedes det at gøre det endegyldige slag mod den osmanniske trussel, hvor feltherrer som Karl af Lothringen og Prins Eugen af Savoyen under de to tyrkerkrige i hhv. 1683 – 1699 og 1715 – 1718 trængte osmannerne langt mod øst, og derved genvandt hele det ungarske område (dvs. inklusive Slovakiet, Kroatien og Rumænien) under habsburgsk overherredømme. Slagene førte til fredstraktaterne fra Karlowitz (1699) og Passarowitz (1718).
Der kom en stor opblomstring af Barok-kultur, som udvikledes i en speciel østrigsk udformning og prægede landet i helt særlig grad.

### Arvefølgekrigene og Maria Theresias reformer
På dette tidspunkt omkring år 1700 var Europa optaget af den spanske arvefølge. Der var to habsburgske linjer i Europa: den ene regerende omkring Donau-landene og den anden i Spanien og dets kolonier. Den spanske habsburger Karl II. var barnløs og syg, og der var således spekulationer om, hvem der skulle efterfølge ham. Karl II. pegede i sit testamente selv på Ludvig 14. af Frankrigs barnebarn Filip af Anjou. De østrigske habsburgere ønskede imidlertid den habsburgske linje videreført i Spanien og pegede på kejser Leopold I.s søn Karl (den senere kejser Karl 6.). Til videreførelse af af den østrigske linje var udset Leopolds anden søn Josef 1. Striden førte til den Spanske Arvefølgekrig, der begyndte i maj 1701 og skulle vare i 12 år. Ludvig XIV. tabte krigen overfor den forenede østrigsk-engelske hær, og han gav afkald på retten til den spanske trone. Men Joseph døde uventet i en alder af 33 år i 1711. Hans bror Karl 6. var nu den sidste habsburger i mandlig linje. Han ville arve et verdensrige, hvilket de øvrige europæiske magter ville forhindre. Med freden i Utrecht i 1713 tilfaldt kun Spaniens europæiske bilande (Spanske Nederlande, Napoli og Lombardiet) habsburgerne. Samme år blev den Pragmatiske Sanktion besluttet. Den anses for den første grundlov for habsburgermonarkiet. Den Pragmatiske Sanktion bestemte, at monarkiet ikke kunne deles eller adskilles, og der blev af den grund indført en tronfølge med Agnatisk-kognatisk primogenitur, subsidiært kvindelig tronfølge.
Efter den vellykkede tyrkerkrig i 1714-18 fik habsburgerne nordbosnien, nordserbien, Banat og Lille valakiet. Med byttet af Sardinien mod Sicilien nåede habsburger-riget sin største territoriale udstrækning.
Udnyttelsen af muligheden for kvindelig arvefølge blev nu nødvendigt for Karl 6., hvis habsburgerne skulle blive på tronen. Han efterlod sig nemlig kun to døtre; den i 1717 fødte Maria Theresia og Maria Anna født i 1718. Med Karls død var den mandlige linje hos habsburgerne uddød, og Maria Theresia grundlagde nu med sin mand Frans 1. Stefan af Lothringen et nyt dynasti med huset Habsburg-Lothringen. Flere fyrster anerkendte imidlertid ikke den Pragmatiske Sanktion og gjorde i den østrigske arvefølgekrig (1740-48) krav mod Maria Theresia på de østrigske arvelande. Frederik den Store af Preussen udnyttede situationen og okkuperede Schlesien. Østrig hær var efter tyrkerkrigen svag,men Maria Theresia bevarede retten til tronen og kunne nøjes med at afgive Schlesien til Preussen.
Maria Theresia gennemførte i de følgende år nogle grundlæggende samfundsreformer:
- De erobrede områder mistede retten til egen forvaltning og den centrale forvaltning blev styrket
- Monarkiets særrettigheder blev indskrænket
- Adskillelse af den udøvende magt og dømmende magt
- Retsvæsenet blev reguleret gennem indførelse af strafferetslove
- Adelen blev tvunget til at gøre tjeneste i staten og deres skattefritagelse blev ophævet
- Indførelse af skolepligt
- Afskaffelse af tortur

### Det oplyste enevælde
I 1765 blev Maria Theresias søn Josef 2. udnævnt til medregent. Han skulle overtage landets forretninger i årene 1780-90. Josef 2. gennemførte flere reformer indenfor rammerne af det oplyste enevælde. Således afskaffede han i 1781 livegenskabet og lukkede flere klostre. Et forsøg på at bytte Bayern med Nederlandene mislykkedes, og mere vidtgående reformer om en centralt styret enhedsstat skabte indenrigspolitisk uro – særligt med modstand fra Ungarn og de østrigske nederlande. Josef fremstår dog som en stor fremmer af oplysningstiden, der banede vejen for det borgerlige samfund.
Josefs efterfølger blev den yngre bror Leopold 2. Hans mere diplomatiske styreform genskabte roen i landet – ikke mindst fordi han opgav tanken om en enhedsstat. Sammen med Preussens Frederik Vilhelm 2. gav han væbnet støtte til den franske konge Ludvig 16., da denne var gift med Leopolds søster Marie-Antoinette. Men Leopold døde pludseligt i marts 1792 kun 44 år gammel.
Oplysningstidens spæde begyndelse fik en brat slutning efter chokket over den Den Franske Revolution. Leopolds søn Frans 2. førte i stedet en stivsindet reaktionær politik, der frem for alt er forbundet med statskansleren Fyrst Metternich. Denne politiske stagnation i landet skulle vare hele den første halvdel af det 19. århundrede. Efter den franske revolution blev Østrig trukket med ind i napoleonskrigene. Kejserkroningen af Napoleon blev besvaret af Frans 2. med udråbelsen af Kejserriget Østrig. Kejser Frans 2. af det Tysk-romerske rige var nu som Frans 1. også kejser af Østrig. Med Freden i Bratislava (1805) måtte Østrig give afkald på store områder, herunder Venetien, mens Tyrol og Vorarlberg måtte overgives til det med Napoleon forbundne Bayern, mens Salzburg kom under Østrig. Efter pres fra Napoleon nedlagde Frans 2. den tysk-romerske kejserkrone, hvormed riget formelt ikke længere eksisterede.
I Østrig opstod der fra anden halvdel af det 18. århundrede en markant opblomstring af musiklivet. Især den østrigske adel understøttede i perioden en udvikling af musikken og teaterlivet. Fra omkring 1780 udvikles genren wienerklassicismen, der bl.a. sætter igennem i forhold til kammermusikken og de symfoniske værker, hvor særligt Joseph Haydn gør sig bemærket. Vidunderbarnet Wolfgang Amadeus Mozart født i 1756 får med sin enorme produktivitet en stor indflydelse på udviklingen af musiklivet, som særligt koncentreres i Wien, der nu fik betegnelse af musikkens hovedstad. Også den tysk fødte Ludwig van Beethoven var af stor betydning for wienerklassicismen, men han beredte vejen for romantikken, hvilket særligt kommer til udtryk i hans sene værker. Franz Schubert var ligeledes en vigtig udvikler af romantikkens musik.

## Kejserriget Østrig (1804-1866)
Med opløsningen af det Tysk-romerske rige grundlagde en række tyske fyrstendømmer under pres fra Napoleon Rhinforbundet. Efter pres fra Metternich, der nu var ophøjet til udenrigsminister, blev Frans 2.'s datter Marie Louise gift med Napoleon Bonaparte. Napoleon led sit endelige nederlag i oktober 1813 i Slaget ved Leipzig, hvor østrigske, russiske og preussiske tropper var forenet i slaget mod den franske feltherre. I april 1814 abdicerede Napoleon, og i september begyndte Wienerkongressen, hvor Europas fremtid skulle fastlægges. Her fik Østrig mange områder tilbage, og byttede de schwabiske forlande med ærkebispedømmet Salzburg. Gennem familiemæssige bånd herskede habsburgerne nu også over store dele af Mellemitalien.
I 1815 blev det Tyske Forbund stiftet som afløser for det Tysk-romerske rige. Den nye forbundsdag under ledelse af Østrig blev lagt i Frankfurt. Samtidig gik Preussen, Østrig og Rusland sammen i den hellige alliance, som skulle sikre den politiske stabilitet i Europa.
I første halvdel af det 19. århundrede forstærkedes de nationalistiske bevægelser. De forskellige nationaliteter i Østrig, som jo var et land med mange forskellige folkeslag, modarbejdede kompromisløst hinanden. Industrialiseringen havde samtidig skabt en arbejderklasse, hvis sociale situation var elendig, og borgerskabet stræbte efter politisk indflydelse men blev undertrykt af statskansleren Fyrst Metternichs absolutisme. Den 13. marts 1848 var flere stænder forsamlet ved Niederösterreichs landdagshus i Wien. Det var tanken, at man gennem stænderforsamlingen ville indlevere en petition til kejser Ferdinand 1., hvor man ville forlange en række frihedsrettigheder og en forfatning. Ærkehertug Albert beordrede ild mod demonstrationen, og det kom til de første dødsofre. Revolutionære tilstande bredte sig i Wiens forstæder, hvor fabrikker blev besat og forretninger plyndret. Samme aften trådte Metternich tilbage og flygtede til England. Demonstranterne fik hurtigt indrømmelser, og kejser Ferdinand tilsluttede sig oprettelsen af en nationalgarde og ophævede censuren. Der blev lovet en ny forfatning efter belgisk forbillede, og der blev udnævnt en ny regering. Den nye forfatning blev forkyndt den 25. april 1848. Men forfatningen stødte på modstand, først og fremmest på grund af uklarheder om parlamentet og forholdet mellem Kronlandene og centralregeringen. Det kom til nye uroligheder i maj, hvorefter forfatningen blev ændret igen. På dette grundlag sammentrådte Rigsdagen den 22. juli 1848 i Wien. Det var Østrigs første parlament i moderne betydning.
Imens greb revolutionen om sig i andre landsdele (Ungarn, Milano, Venetien og Prag). Opstanden i Milano blev slået ned af feltmarskal Radetzky, mens opstanden i Prag blev slået ned af feltmarskal Windischgrätz. I september overtog Lajos Kossuth magten i Ungarn og opstillede sin hær. Da de kejserlige tropper i Wien modsatte sig at marchere mod Ungarn og blev støttet af borgerne, udbrød der heftige kampe. Hoffet flygtede til Olomouc i Tjekkiet og forlagde Rigsdagen til nabobyen Kroměříž. Wien blev erobret af kejserlige tropper under ledelse af Windischgrätz den 1. november. Der fulgte et massivt retsopgør med mere end 100 henrettelser og tusinder af kortere eller længere frihedsstraffe. Ungarn blev tilbageerobret med Ruslands hjælp, som greb ind på grund af den hellige alliance. Revolutionen var slået ned.
I Olomouc abdicerede kejser Ferdinand til fordel for sin nevø Frans Joseph Karl, som besteg tronen som Franz Joseph 1. af Østrig-Ungarn. Han var på det tidspunkt kun 18 år gammel. Rigsdagen i Kroměříž havde udarbejdet en ny forfatning, som bl.a. byggede på kejserens og rigsdagens suverænitet, samt en føderal stat der byggede på absolut ligeberettigelse mellem alle befolkningsgrupper indenfor riget. Men den nye kejser opløste den 4. marts 1849 parlamentet, og den samme dag gennemtrumfede han en ny stærkt centralistisk forfatning (den oktrojerede martsforfatning). Da opstandene i Italien og Ungarn var fuldstændig slået ned, ophævede Franz Joseph den 31. december 1851 den oktrojerede martsforfatning og indledte dermed en fase af neoabsolutisme.
I 1853 led den hellige alliance svær skade, da hverken Preussen eller Østrig ville gribe ind i Krimkrigen. Årsagen var modsatrettede interesser, og Rusland blev nu pludselig Østrig og Preussens modstander. Også Preussen og Østrig blev modstandere i diskussionen om lederskabet af det Tyske Forbund. Det førte til den Preussisk-østrigske krig med Slaget ved Königgrätz, som Preussen med Otto von Bismarck vandt. Det Tyske Forbund blev opløst, og Bismarck oprettede det nordtyske forbund mod Østrigs vilje.

## Dobbeltmonarkiet Østrig-Ungarn (1867-1918)
Østrig var tvunget til at løse de nationale konflikter i riget, og der var en erkendelse af, at indskrænkningen af Ungarns autonomi skulle slækkes. I februar 1867 indgik Østrig en aftale med kongeriget Ungarn – den såkaldte Ausgleich. Aftalen indebar, at Ungarn kunne genoprette den ungarske rigsdag fra 1848 og fik mulighed for at oprette egne ministerier med undtagelse af Udenrigsministeriet og Krigsministeriet, som var et fælles anliggende med Østrig. I praksis betød det en indenrigspolitisk uafhængighed for Ungarn. På den baggrund blev det Østrig-Ungarske dobbeltmonarki grundlagt den 8. juni 1867, da kejser Franz Joseph 1. blev kronet i Buda til apostolisk konge af Ungarn for at stadfæste forsoningen mellem ungarerne og dynastiet. De ikke-ungarske kronlande fik den 21. december 1867 en ny forfatning (decemberforfatningen), som i det store hele bestod til monarkiets fald.
Ausgleich kunne imidlertid ikke bremse den stigende nationalisme indenfor rigets mange forskellige folkeslag. De færreste folkeslag så mulighed for at løsrive sig fra staten, og der var således ikke tale om en national kamp mod staten, men snarere om magten indenfor staten Disse mange uløste indre nationale modsætninger i Østrig-Ungarn skulle blive en væsentlig faktor i rigets fald i 1918. Kort før 1. verdenskrig var den nationale sammensætning således i Østrig:
| Østrigske del af riget | Østrigske del af riget | Ungarske del af riget | Ungarske del af riget |
| ---------------------- | ---------------------- | --------------------- | --------------------- |
| Tyske                  | 35,6 %                 | Magyarer              | 48,1 %                |
| Tjekkere               | 23,0 %                 | Tyske                 | 9,8 %                 |
| Polakker               | 17,8 %                 | Slovakker             | 9,4 %                 |
| Østslavere             | 12,6 %                 | Rumænere              | 14,1 %                |
| Slovenere              | 2,7 %                  | Kroater               | 8,8 %                 |

Indenfor det østrigske bureaukrati var de tysksprogede i overvejende flertal, og på mange områder følte flere af nationaliteterne sig ikke ligeberettiget i forhold til de tysksprogede. På mange områder blev de tysksprogede østrigere opfattet som herrefolket mens de øvrige var de tjenende folk. Hvor man i det østrigske parlament havde en forholdsmæssig repræsentation af folkeslagene, så undertrykte ungarerne folkeslagene i parlamentet, hvor 98 % af de delegerede var ungarere, på trods af de øvrige nationaliteter udgjorde 73 % af befolkningen Ungarn kom i dobbeltmonarkiet dermed til at fremstå som det andet "herrefolk" ved siden af de tysksprogede østrigere. Tjekkerne var skuffet over ikke at have opnået samme rettighed som Ungarn. De fastholdt, hvad de forstod som den særlige böhmiske statsret, hvor Böhmen, Mähren, og østrigsk-Schlesien var en udelelig enhed. Tjekkerne havde forberedt en kroning af kejseren i Prag. Men både ungarerne og tyskerne lagde pres på kejseren for ikke at give tjekkerne indrømmelse, og kejserkroningen blev ikke gennemført. I de kommende år holdt de tjekkiske delegerede i parlamentet sig fra at deltage i politik og mødte kun op i rigsdagen for at protestere over den uret, der var overgået dem.
Det andet store nationalistiske problem var sydslaverne. I disse områder troede befolkningerne på en samling af slovenere, kroatere og serbere, der enten kunne opnå en autonomi indenfor habsburgdynastiet eller skulle slå sig sammen med det uafhængige serbiske kongerige. Modsat så det ud i forhold til Polen og de østslaviske områder, hvor man havde en nærmest grænseløs konservativ tro på det østrigske rige. Polakkerne nød økonomisk godt af de tætte forbindelser til Wien, så her var der ingen ønsker om at skabe en egen nation.
Ved Berlinerkongressen i 1878 opnåede Østrig-Ungarn retten til at besætte og forvalte den osmanniske provins Bosnien-Hercegovina, som hidtil havde været regeret fra Istanbul. Da Bosnien-Hercegovina blev annekteret i 1908 førte det til stærke spændinger i forhold til Tyrkiet, og det førte til en krise, der bragte Europa på randen af en verdenskrig. I 1879 indgik Østrig i alliance med Tyskland og fra 1882 indgik Italien i tripelalliancen som værn mod Frankrig og England. Trippelalliancen kæmpede imidlertid med den italienske irredentisme, der kæmpede for at løsrive Sydtyrol og Trieste, hvilket naturligvis belastede forholdet til Østrig.
I 1867 og 1893 ændredes lovgivningen, så der blev givet større adgang til valgdeltagelse, hvilket gav grobund for etableringen af tre store partiblokke:
- De kristelig-sociale under ledelse af Karl Lueger, som først var præget af småborgerlige og senere af bønder
- Det socialdemokratiske parti under ledelse af Viktor Adler. Partiet blev i 1911 delt i et tyskøstrigsk parti og i et tjekkisk parti
- Det liberale parti, som var delt i en radikal gruppe, der ønskede en tysk forening, og en moderat gruppe.

I 1905 påbegyndtes forhandlinger mellem det østrigske socialdemokrati og den kongelig-kejserlige regering, som endte med, at der i 1907 gennemførtes valg til rigsrådet, hvor alle voksne mandlige statsborgere fik valgret og hver stemme vægtede ens. Kvinderne fik først valgret i 1919 med republikkens indførelse. Valget gav en stor fremgang for det socialdemokratiske parti, der mere end fordoblede sit stemmetal, hvilket samtidig skulle ses i lyset af en stigende social uro i landet. Således var der i perioden 1905-1907 3.000 strejker med deltagelse af omkring en halv million arbejdere. Rigsrådet var som parlament ofte lammet af den tjekkiske obstruktionspolitik, og mange forordninger måtte derfor efter indstilling fra regeringen gennemføres som nødlovsforordninger i stedet for parlamentsbeslutninger.
Omkring 1900 opstod en kulturel og videnskabelig mangfoldighed i Wien, som kaldes Wiener Moderne. I de to årtier, som perioden varede, har man hverken før eller siden i Wien oplevet den mangfoldighed af personer, som perioden frembragte. Det var personer som Gustav Mahler, Sigmund Freud, Ludwig Wittgenstein, Ernst Mach, Otto Wagner, Gustav Klimt, Adolf Loos og mange flere, der skabte en opblomstring, som fik stor indflydelse i resten af Europa.
Den 28. juni 1914 var tronfølgeren ærkehertug Franz Ferdinand på officielt besøg i Bosnien-Hercegovina. Under sit besøg i Sarajevo blev Franz Ferdinand og hans hustru skudt af den serbiske nationalist Gavrilo Princip, netop som tronfølgerens åbne bil havde forladt latinerbroen over Miljacka-floden. Stærke kræfter i Wien og Budapest forsøgte at overbevise kejseren om, at en krig mod Serbien nu var uundgåelig, og at det var et spørgsmål om monarkiets ære. Med rygdækning fra den tyske kejser forelagde udenrigsminister Leopold Berchtold med Franz Josephs billigelse et ultimatum for Serbien, hvilket medførte en kædereaktion, da Europas forsvarsalliancer og gensidige bistandsforpligtelser trådte i kraft og således førte til 1. verdenskrig.

### Østrig under 1. verdenskrig
Krigen var en katastrofe for Østrig-Ungarn, da den forældede hær slet ikke var forberedt på en krig af denne størrelsesorden. Særligt efter at Italien (som brød ud af tripelalliancen af territoriale årsager) i 1915 og Rumænien i 1916 trådte ind i krigen, var Østrig-Ungarn i det store hele omgivet af modstandere. Erobringen af Serbien lykkedes først med hjælp fra Tyskland og Bulgarien. I krigen mod Rusland var Østrig længe underlegen og måtte rømme den største del af Galicien. Først senere kunne man med tysk hjælp igen besætte Galicien. Det samme gjaldt for den rumænske krigsskueplads, hvor initiativet fra begyndelsen lå hos de tyske tropper. I krigen mod Italien havde Østrig mere succes og trængte langt ind i Friuli. Men på grund af opløsningstendensen i den demotiverede hær og i monarkiet generelt brød fronten sammen i efteråret 1918.
Den 21. november 1916 døde Franz Joseph på Schönbrunn slot 86 år gammel efter næsten 70 års regeringsperiode. Han begyndte som en streng enevældig hersker, der siden indrettede sig efter de rettigheder, som forfatningen foreskrev for det konstitutionelle monarki. Han blev efterfulgt af sin grandnevø Karl 1., der blev kronet som den sidste kejser. Han måtte forlade landet efter krigen, da han ikke ville give afkald på sine rettigheder som landets regent, således som den konstituerende nationalforsamling havde krævet gennem den såkaldte Habsburgerlov.

## Den Første Republik (1918-1938)
Mod slutningen af krigen og med de åbenlyse opløsningstendenser forsøgte Karl 1. gennem sit manifest af 16. oktober 1918 at signalere beredvillighed til fred overfor ententemagterne, idet han forkyndte sig beredt til at forvandle habsburgermonarkiet til en forbundsstat. Men det var for sent. Efter at de tysksprogede delegerede fra rigsrådet var mødtes til en provisorisk nationalforsamling i det niederösterreichiske Landhaus i Herrengasse i Wien, gav kejser Karl den 11. november 1918 afkald på sin andel af statens forretninger, hvilket dog ikke var det samme som en formel abdicering, men reelt sluttede habsburgernes regeringsperiode nu efter seks århundreder. Den 12. november 1918 blev den nye stat udråbt foran parlamentet – den demokratiske republik Østrig. Samtidig blev det tysktalende Østrigs sammenlægning med Tyskland kundgjort. Karl Renner blev den første kansler, og den 16. februar 1919 fandt valget til den konstituerende nationalforsamling sted. Det var det første frie og lige valg i Østrigs historie, hvor også kvinder kunne deltage.
De fleste tyskøstrigere og de fleste repræsentanter for de politiske partier så det som en del af deres selvbestemmelsesret at høre til Tyskland. Det var en udbredt opfattelse, at denne "reststat" (Østrig var jo pludselig blevet et lille land) ikke kunne klare sig alene uden det ungarske landbrug og den bøhmiske industri. Tilslutningen til det tyske rige, som den 9. november var gjort til republik under navnet Weimarrepublikken, var imidlertid udelukket af de allierede sejrsmagter i Saint-Germain-traktaten. Også statsnavnet "Tyskøstrig" blev ignoreret, idet man benyttede navnet "Republikken Østrig" i traktaten. Med ratificeringen af fredstraktaten i parlamentet den 21. oktober 1919 var navnet nu bindende.
Tilslutningsbestræbelser uafhængigt af regeringen i Wien for landene Salzburg, Tyrol og Vorarlberg mislykkedes også. I forbundslandet Salzburg stræbte man efter at tilslutte sig Tyskland helt uafhængigt af resten af Østrig. Dette afviste Tyskland dog. I Tyrol havde et fåtal overvejelser om at slutte sig til Italien for at bevare Tyrol som enhed, mens andre politiske kræfter stræbte efter tilslutning til Tyskland. I Vorarlberg havde man ønske om at slutte sig til Schweiz, og en folkeafstemning om spørgsmålet viste stort flertal. Schweiz afviste dog ønsket.

### Republikken Østrig (1919-1934)
I 1920 fik Østrig en ny forfatning. Den blev udarbejdet med betydelige bidrag fra den anerkendte østrigske statsretsjurist Hans Kelsen. Der skulle findes en balance mellem socialdemokraternes ønske om centralisme og de konservative kræfters ønske om føderalisme, og han skulle forsøge af forene forbundsstatens grundprincipper med en stærk position for Nationalråd og forbundsregering. Forbundspræsidentens rolle var i den første forfatning relativt svag efter ønske fra socialdemokraterne, som ville have at parlamentet skulle være republikkens centrale organ. Op gennem 1920'erne blev de konservatives position imidlertid stærkere, og det foranledigede socialdemokraterne til i 1929 at stemme for et forfatningstillæg, som igen ville give landets statsoverhoved en mere fremtrædende rolle, idet forbundspræsidenten ikke mere skulle vælges af parlamentet, men af folket. Han skulle nu indsætte regeringen, og han kunne på dennes forslag opløse parlamentet og dermed udløse nyvalg (inden 1929 var dette kun muligt med en parlamentsbeslutning). De fleste af forbundspræsidentens beføjelser blev med forfatningsændringen imidlertid bundet til forslag fra forbundsregering, som var ansvarlig overfor Nationalrådet.
Saint-Germain-traktaten fra 1919 med Østrig og Trianon-traktaten fra 1920 med Ungarn forudsatte, at det i århundreder tysk bosatte Vestungarn skulle sluttes til Østrig, og Tysk-vestungarn blev derfor i 1921 det ottende forbundsland i Østrig under navnet Burgenland. I Kärnten opstod en konflikt i forhold til den slovenske befolkning, der førte til en væbnet konflikt med det nye Kongerige af serbere, kroater og slovenere. Det førte efter ønske fra verdenskrigens sejrherrer til en folkeafstemning i Sydkärnten den 10. oktober 1920, som endte med et entydigt resultat for, at området syd for Drau-floden hørte til Østrig.
Niederösterreich var i 1918 det folkerigeste forbundsland med over 3 mio. indbyggere. De politiske hensigter fra de på landet stærkt repræsenterede konservative mod de særligt i Wien repræsenterede socialdemokrater var svære at forene. Samtidig gav Niederösterreichs størrelse et skævt forhold til de øvrige forbundslande. Derfor skabte man i 1920 forfatningsmæssigt grundlag for at udskille Wien fra Niederösterreich, hvorved Wien blev det niende forbundsland.
Den unge stats økonomi lå ned på grund af krigens følger. Den dermed følgende hyperinflation blev først standset i 1924 ved en valutareform, der indførte Schilling til afløsning for den østrigske krone. Dette lykkedes især på grund af et stort lån fra Folkeforbundet. Herefter begyndte et forsigtigt økonomisk opsving, der dog sluttede brat med depressionen i 1929, hvor Østrig oplevede en arbejdsløshed af en størrelse man aldrig havde set før. I 1933 var en tredjedel af arbejdskraften uden arbejde. Med efterkrigstidens uro og de økonomiske problemer opstod der en stadig større politisk polarisering. Hovedmodstanderne var på den ene side det på landsplan regerende kristelig-sociale parti og på den anden side det i Wien regerende socialdemokrati. I den politiske polarisering spillede de paramilitære Wehrverbände en stigende rolle. De mest markante var de kristelig-socialt orienterede og senere fascistisk orienterede Heimwehr-grupper, der var organiseret efter de enkelte forbundslande, samt det socialdemokatisk dannede Republikanske Beskyttelsesforbund. Fælles for bevægelserne var deres stærke nationalradikalisme, hvor staten skulle bygges på en stærk ledelser og en stænderstat.
De politiske modsætninger i Østrig var store og eskalerede endeligt i 1927: I Schattendorf i Burgenland skød medlemmer af de højreorienterede "Frontkæmpere" mod deltagerne i en demonstration rettet mod dem arrangeret af det Republikanske Beskyttelsesforbund og dræbte en 14-årig og en krigsinvalid. De formodede gerningsmænd blev frikendt af et nævningeting i en skandaløs retssag, hvilket udløste julirevolten i Wien med branden i Wiens retsbygning. Efter at demonstranterne også begyndte at storme politistationer i byen gav politipræsidenten ordre til at opløse demonstrationen med våben. 85 demonstranter og 4 politibetjente blev dræbt, og mere end 1.000 blev såret. I ugerne efter nedkæmpningen af julirevolten kom der nye medlemmer til de austrofascistiske hjemmeværn med deres fører Graf Starhernberg, og på grund af den ubøjelige holdning hos den kristelig-sociale forbundskansler Ignaz Seipel var 28.000 ved årets slutning udtrådt af kirken. Polariseringen var nu fuldkommen. Efter rigsdagsvalget i november 1930 stod de to blokke nogenlunde lige stærke over for hinanden. De kristeligt-sociale måtte basere sin regering på Heimwehr-grupperne og de tysknationales 28 mandater. Regeringen var svag og kunne ikke styre landet håndfast igennem den økonomiske krise. I 1932 døde de to store politiske personligheder og 1920'ernes "store" forbundskanslere Ignaz Seipel og Johann Schober. Det gav plads til en ny generation af politikere i det kristen-sociale parti, hvor særligt Engelbert Dollfuß og Kurt Schuschnigg blev fremtrædende. Nationalsocialsocialisterne fik stor fremgang ved lokalvalgene i 1932, og det overbeviste de regerende partier om, at man måtte udskyde nyvalget til Rigsdagen. Dollfuß overtog kanslerposten, og mange have en tro på, at man endelig havde fundet den "stærke" mand, der kunne føre Østrig ud af krisen. Dette skulle blive Den Første Republiks sidste demokratisk-parlamentarisk regering.

### Austrofascisme og Forbundsstaten Østrig (1934-1938)
I marts 1933 udspillede sig en parlamentarisk magtkamp, som skulle ende med at forbundskansler Engelbert Dollfuß kørte parlamentet ud på et sidespor. Den 4. marts havde parlamentet et forslag vedrørende lønudbetaling i forbindelse med de igangværende jernbanestrejker til drøftelse. Da forslaget kom til afstemning opnåede et forslag fra det Stortyske Folkeparti flertal med 82 mod 79 stemmer. Det kom derefter til diskussion, om det oprindelige forslag fra de kristelig-sociale skulle sættes til afstemning, da det Stortyske Folkepartis forslag jo blev vedtaget. Det fik Nationalrådspræsident Karl Renner til at afbryde mødet i en time. Han erklærede, at der havde været nogle uregelmæssigheder i forbindelse med afstemningen, og at resultatet burde være 81 mod 80. Forslaget havde således fortsat flertal, men de kristelig-sociale protesterede højlydt, og Karl Renner så sig ude af stand til at lede mødet videre og trådte tilbage.
Historisk bliver det diskuteret, hvorfor han valgte denne løsning, men resultatet blev, at vicepræsident Rudolf Ramek, der var kristlig-social, overtog mødet og erklærede afstemningen for ugyldig. Rudolf Ramek trådte herefter tilbage og overlod pladsen til 2. vicepræsident Sepp Straffner, som tilhørte det Stortyske Folkeparti. Han nedlagde også sit hverv. Nationalrådet havde nu ingen formand til at lede mødet og sikre, at afstemningerne fulgte forretningsordenen. Dette var ikke forudset i hverken forfatning eller Nationalrådets forretningsorden, og parlamentet var nu formelt ikke i stand til at træffe beslutninger. Dollfuß udnyttede situationen til at udstikke forordninger efter forfatningens § 7, afsnit 2. Reglen i forfatningen var en reminiscens fra en krigsbestemmelse oprindelig udstedt af kejser Franz Joseph fra 1917. Bestemmelsen var i omformuleret form kommet med i forfatningen, og gav regeringen fuldmagt til at foretage de nødvendige reguleringer mod de særlige forhold en krigstilstand kunne medføre. Dollfuß kunne nu anvende bestemmelsen som et diktatorisk instrument til at sætte demokratiet ud af kraft.
Den 7. marts 1933 udstak ministerrådet et forsamlingsforbud. Da oppositionen mødte op i Nationalrådet den 15. marts 1933 for at genoptage forhandlingerne blev det forhindret med politimagt. Parlamentet blev omringet af 200 betjente og de socialdemokratiske og stortyske delegerede blev hindret i at komme ind. Den 31. marts opløste regeringen det Republikanske Beskyttelsesforbund, men det socialdemokratiske parti fik lov til at bestå. Den 10. maj besluttede regeringen at udsætte alle valg i landet, og den 26. maj blev det kommunistiske parti og NSDAP forbudt. I første række fik socialdemokraterne og de stortyske stadig lov til at bestå. Da politiet den 12. februar 1934 gennemsøgte socialdemokraternes partikontor i Linz opstod der en voldelig opstand, som siden er gået over i historien som den østrigske borgerkrig. Opstanden blev slået ned med militærets hjælp og det socialdemokratiske parti blev herefter også forbudt, og deres parlamentariske mandater blev erklæret for ugyldige.
I den sidste samling i Nationalrådet den 30. april 1934 besluttede de delegerede fra Vaterländische Front (som var Dollfuß' nye politiske organisation) en lov, der gav regeringen alle beføjelser, som før lå i Nationalrådet og Forbundsrådet. Republikken var nu en stænderstat efter italiensk forbillede og fik navnet Bundesstaat Österreich, hvorved republiknavnet blev undgået for at imødekomme monarkisterne. Dollfuß forsøgte at skabe en fælles østrigsk identitet gennem bl.a. symboler som genindførelse af den habsburgske dobbeltørn i nationalvåbenet (dog uden kejserkronen) og hæren genindførte de gamle uniformer. Den 25. juli 1934 forsøgte nationalsocialisterne et statskup. Forklædt som soldater og politibetjente stormede 154 mænd fra SS kanslerministeriet. Engelbert Dollfuß blev beskudt, og han forblødte kort tid senere som følge af sine skudsår. En anden gruppe kupmagere besatte radioen og udsendte den falske nyhed, at Dollfuß havde overgivet regeringens forretninger til Anton Rintelen fra det kristelig-sociale parti. Dette var det aftalte signal til en nationalsocialistisk opstand i hele Østrig, som imidlertid blev slået ned af politi og forbundshær inden for få dage. Dollfuß-regimets undervisningsminister Kurt Schuschnigg overtog regeringsmagten.
Det mislykkede nationalsocialistiske kup var til dels resultatet af den verdenspolitisk situation, hvor Østrig havde et tæt formaliseret samarbejde med Mussolinis Italien og Ungarn. England og Frankrig gav sammen med Italien en formel erklæring om Østrigs uafhængighed. Det tvang Hitler til i den tyske Rigsdag at erklære, at Tyskland ikke havde til hensigt at blande sig i indenrigspolitiske forhold i Østrig eller at annektere Østrig. Schuschnigg var uden tvivl tilhænger af nyt tysk-romersk rige under ledelse af en habsburgsk kejser (dvs. et tysk Østrig), men han fik det sværere og sværere efterhånden som Mussolinis afhængighed af det tyske rige blev større. Det østrigske diktatur var i modsætning til det tyske ikke racistisk og morderisk. Derfor flygtede mange kunstnere og intellektuelle til Østrig efterhånden som det politiske klima i Tyskland blev værre.
I 1936 blev aksen Rom-Berlin lagt fast, og Kurt Schuschnigg indgik en aftale med Tyskland i juli 1936, som anerkendte Østrigs suverænitet men samtidig forpligtede Østrig sig til at føre "tysk" politik. Herved fik et stort antal østrigske nazister amnesti og Schuschnigg var presset til at indsætte nationalsocialisten Arthur Seyss-Inquart som statsråd i det austrofascistiske regeringskabinet. Endvidere skabte man en delorganisation af Vaterländische Front kaldet Volkspolitisches Referat, hvorved man fik den illegale nationalsocialistiske opposition ind i partiet. De gamle stortyske ideer begyndte igen at vinde klangbund. Den austrofascistiske regering var upopulær i Østrig, og den politiske opposition var udelukket. Hermed fik de – fortsat illegale – østrigske nationalsocialister tilløb og større støtte blandt borgerne.

### Anschluss til det tyske rige 1938
Hitler satte nu Østrig under større og større pres. Nationalsocialistiske tanker fik flere og flere tilhængere i Østrig, og Hitler ønskede nu endegyldigt at løse det "østrigske spørgsmål". Adolf Hitler forlangte i februar 1938 under trusler om at sende hæren ind i Østrig, at forbuddet mod NSDAP skulle ophæves, og at de østrigske nationalsocialister skulle være repræsenteret i regeringen. Forbundskansler Kurt Schuschnigg bøjede sig for truslerne, selvom han forsøgte at forhindre det senere "Anschluss" til Tyskland ved at proklamere en folkeafstemning for et frit, uafhængigt, tysk og kristeligt Østrig. Valgdagen blev sat til den 13. marts 1938.
Hitler følte sig provokeret, og med trusler fra Berlin blev folkeafstemningen aflyst, og Schuschnigg blev tvunget til at træde tilbage som forbundskansler den 11. marts. Forbundspræsident Wilhelm Miklas indsatte samme dag den nationalsocialistiske indenrigsminister Arthur Seyß-Inquart i kanslerembedet. Den 12. marts lod Hitler hæren marchere ind i Østrig, hvor tyskerne fik en begejstret modtagelse. Allerede den 13. marts gennemførtes "Anschluss" af Østrig under det tyske rige gennem en forfatningslov, der foreskrev Østrigs genforening med Tyskland. Samtidig begyndte den voldsomme arisering med terror og røveri mod østrigske jøder. Alene på den første dag efter den tyske magtovertagelse blev over 60.000 taget til fange i Wien og sendt i koncentrationslejre. Også Schuschnigg blev arresteret og kom siden i koncentrationslejr, hvor han var til 1945.
Mange østrigere havde håbet på, at man med Tysklands annektering af Østrig kunne opnå en form for personalunion med Hitler som fælles leder. Men allerede i april 1938 afsatte Hitler Seyß-Inquart og indsatte i stedet Gauleiter Josef Bürckel som rigskommisær for Østrigs genforening med Østrig. Navnet Østrig blev udslettet og erstattet med det middelalderligt inspirerede "Ostmark" (Marcia Orientalis). Østrig blev forvaltningsmæssigt opdelt i syv Reichsgaue, hvor Vorarlberg blev lagt under Tyrol og Burgenland blev delt mellem reichsgauene Niederdonau og Steiermark. Hitler lod "Anschluss" efterprøve ved en folkeafstemning den 10. april, hvor 99,7 % officielt var for. Jøder og tilfangetagne nazimodstandere afskåret fra at kunne deltage i valget.

## Østrig i det tyske rige
Østrig måtte under 2. verdenskrig stille med proportionalt lige så mange soldater som det øvrige Tyskland, og måtte bære store tab af menneskeliv. Krigshandlinger og nazisternes raceideologi krævede i Østrig omkring 380.000 dødsofre, hvoraf 247.000 døde eller savnede var i hæren eller Waffen-SS, 65.500 var myrdede jøder samt 16.000 der døde i koncentrationslejre, og over 24.000 døde civile som følge af kamphandlinger eller bombardementer.
Østrigere var overrepræsenteret i ledende stillinger i SS og den tyske hær, og flere østrigere såsom Irmfried Eberl, Franz Stangl, Odilo Globocnik og Ernst Kaltenbrunner deltog også i krigsforbrydelser.
Luftangreb på Østrig skete først fra august 1943, da Østrig med sin afstand fra fronten var svær at nå for de allierede fly. Luftangrebene krævede til gengæld mange menneskelige ofre og store skader på bygninger.

## Den Anden Republik (fra 1945)
Med hærens betingelsesløse kapitulation den 8. maj 1945 var de allierede tropper allerede trængt langt ind i Østrig. Den 13. april 1945 besluttede de sovjetiske tropper sig for Wienoffensiven, som skulle koste 19.000 tyske og 18.000 sovjetiske soldater livet. I slutningen af april og i maj måned trængte de vestallierede ind fra vest.
Allerede den 1. april 1945 havde den Første Republiks statskansler Karl Renner taget kontakt til de sovjetiske tropper, som var trængt frem til Burgenland. Helt fra 1941 var der sovjetiske planer om at genetablere Østrig som stat efter krigen. I 1943 fastslog de allierede i Moskvadeklarationen, at befrielsen af Østrig var et af deres mål i krigen. Karl Renner fik af Sovjet til opgave at danne en provisorisk regering. Oprindelig ville Renner kun være behjælpelig med at danne en regering, men Josef Stalin gav ham direkte ordre til at forestå regeringen. De vestallierede mistænkte ham derfor for at samarbejde med Sovjet. Kort efter den 14. april blev SPÖ grundlagt, og herefter fulgte den 17. april ÖVP og KPÖ. Den 27. april 1945 – altså før 2. verdenskrigs afslutning – blev Østrigs uafhængighed proklameret. Den 29. april trådte Østrigs provisoriske regering sammen, bestående af ti repræsentanter fra SPÖ, ni fra ÖVP, syv fra KPÖ og 3 uafhængige. Regeringens mål var at genetablere den østrigske republik på grundlag af forfatningen fra 1920 og dens tilføjelser fra 1929. Den 25. november 1945 gennemførtes det første valg til Nationalrådet – Østrigs første frie valg i 15 år. Befolkningen var tro mod de gamle partier. ÖVP fik på trods af sin fortid i austrofascismen absolut flertal med 85 mandater. SPÖ fik 76 mandater, mens kommunisterne måtte nøjes med 4.
Som en tidligere del af det tyske rige blev Østrig inddelt i fire besættelseszoner: Vorarlberg og Tyrol hørte til den franske zone; Kärnten, Steiermark og Østtyrol hørte til den britiske zone; Salzburg og den del af Oberösterreich der lå syd for Donau hørte til den amerikanske zone; Oberösterreich nord for Donau, Niederösterreich og Burgenland hørte til den sovjetiske zone. Wien blev ligesom Berlin inddelt i fire besættelseszoner, hvor den indre by blev forvaltet af de allierede i forening.

### Østrig fra statstraktakten til EU-indtræden (1955-1995)

#### Udenrigspolitik
I 1955 fik Østrig gennem den Østrigske Statstraktat sin fulde statssuverænitet tilbage. Den 19. september 1955 forlod den sidste fremmede soldat østrigsk jord, og den 26. oktober vedtog Nationalrådet forfatningsloven, der erklærede Østrigs "evige neutralitet". I de følgende årtier udviklede den østrigske økonomi sig med stor hast, og som med den tyske situation betegnes det som "Wirtschaftswunder". Økonomien i den tidligere sovjetiske zone stod svagere end i de vestlige forbundslande, og denne øst-vest ubalance blev først indhentet efter flere årtier.
Modsat det neutrale Schweiz, der neutralitetsmæssigt var Østrigs forbillede, førte Østrig en aktiv neutralitet. Østrig forsøgte at indtage en position som brobygger mellem blokkene under den kolde krig. Bl.a. kom det til det historiske topmøde mellem John F. Kennedy og Nikita Khrusjtjov den 3. og 4. juni 1961 i Wien. Bl.a. på grund af sin indtræden i FN den 14. december 1955 og Europarådet den 16. april 1956 blev Østrig hurtigt en anerkendt del af det internationale samfund. Østrigs neutralitet blev dog hurtigt sat på prøve under opstanden i Ungarn i 1956 og senere under Foråret i Prag i 1968, men Østrig fastholdt sin neutrale position og modtog både mange flygtninge under de to kriser og gav store humanitære hjælpemidler.
Forbundskansler Bruno Kreisky var en af de første vestlige politikere, der havde samtaler med Yasser Arafat og Muammar al-Gaddafi, og han var aktiv på den internationale scene for at finde en løsning på konflikten i Mellemøsten.
Østrigs identitet som selvstændig stat var stigende efter krigen. Hvor landet i den Første Republik havde en selvforståelse, der i stor grad var præget af tysknationale tanker, så trådte disse tanker nu i baggrunden. Denne nye østrigske nationalbevidsthed havde til gengæld som følge, at mange østrigere – også politikere – gerne ville se sig som nationalsocialismens første offer, selvom "Anschluss" skete med stor tilslutning fra befolkningen. Deltagelsen i forbrydelserne i det tredje rige blev derfor i lang tid heller ikke bearbejdet. Denne "blinde plet" i Østrigs historiske bevidsthed kom tydeligt til udtryk i præsidentvalgkampen i 1986, da Kurt Waldheim tav om både sit SA-medlemskab og sin rolle i hæren. Først under forbundskansler Franz Vranitzkys regering kom det til en udtrykt erkendelse af Østrigs medansvar for de nationalsocialistiske forbrydelser. I en tale i Nationalrådet den 8. juni 1991 gav han åbent udtryk for, at Østrig havde et medansvar for de lidelser som borgerne i landet havde tilført andre, samt at landet bekender sig til alle historiens gerninger, og at Østrig må undskylde ondskaben overfor de overlevende og de dødes efterkommere.
Med sammenbruddet af de kommunistiske regimer i østblokken og jerntæppets fald i 1989 mistede Østrig sin særlige rolle som bufferstat mellem de fjendtligt indstillede blokke. Bl.a. som konsekvens heraf trådte Østrig i 1995 ind i EU, hvilket på grund af neutralitetsloven tidligere var utænkeligt, og underskrev samtidig Schengen-samarbejdet om de åbne grænser i EU. Grænsekontrollen for personer blev dermed afskaffet; først mod Tyskland og Italien pr. 1. december 1997 og ti år senere også mod de østlige naboer Tjekkiet, Slovakiet, Ungarn og Slovenien pr. 21. december 2007.

#### Indenrigspolitik
Den østrigske indenrigspolitik i 1950'erne og 1960'erne var præget af følgerne af de stærke politiske modsætninger i 1920'erne, og man tilstræbte en ligelig magtfordeling mellem ÖVP og SPÖ. Disse to partier udgjorde fra den Anden Republiks grundlæggelse og frem til 1966 en regeringsmæssig stor koalition. Men da ÖVP i 1966 opnåede absolut flertal dannede partiet regering alene under forbundskansler Josef Klaus, hvilket fik SPÖ til at advare mod tendenserne i Den Første Republik.
I 1970 vandt SPÖ med Bruno Kreisky i spidsen Nationalrådsvalget og dannede med billigelse fra FPÖ en mindretalsregering. Med et valg udskrevet i utide fik SPÖ i 1971 absolut stemme- og mandatflertal. I tretten år kunne SPÖ regere alene og i de følgende koalitioner kunne partiet gennemføre sine ideer og udbygge Østrig til en social, moderne og økonomisk stærk nation. Forbundskansler Kreisky blev i opbrudstiderne i 1970'erne for en hel generation symbolet på modernisering og åbenhed overfor omverdenen. Han gennemførte med det absolutte SPÖ-flertal i Nationalrådet en socialstat. Han bekæmpede samtidig arbejdsløsheden, og Østrig var således i 1970'erne det eneste OECD-land med gennemgående positiv vækst (men til gengæld oparbejdede Østrig en enorm statsgæld, som landet stadigvæk slås med). Endvidere blev der gennemført en række samfundsmæssige moderniseringstiltag, f.eks. indførelse af mulighed for abort, afskaffelse af studiebetaling, etablering af et miljø- og sundhedsministerium, en ombudsmandsinstitution, 40-timers arbejdsuge, ligestilling for kvinder i ægteskabet, indførelse af militærnægtertjeneste og medbestemmelse for elever og studerende. Derudover stod Kreisky for en meget liberal indvandringspolitik.
I 1978 gennemførte man en folkeafstemning om ibrugtagning kernekraftværket Zwentendorf (som var allerede var blevet bygget), hvor et lille flertal stemte imod ibrugtagning. Afstemningen skabte megen debat, men Kreisky beholdt i 1979 sit absolutte flertal. Stemmetabet i 1983, hvor SPÖ tabte sit flertal, betød, at Kreisky trådte tilbage.  Fred Sinowatz også fra SPÖ overtog regeringen, og der blev dannet en "rød-blå" (lille) koalition bestående af SPÖ og FPÖ med Norbert Steger som vicekansler. Regeringen fik dog en brat ende efter at Jörg Haider blev valgt til formand for FPÖ i 1986, da den nye SPÖ-kansler Franz Vranitzky afviste at danne en ny koalition med FPÖ. I de følgende år blev FPÖ fortaler for en højrepopulistisk politik, og fik en meget stor vækst i stemmeandele (fra ca. 5 % i 1983 til ca. 27 % i 1999).
Jugoslavienskrigene var et vigtigt spørgsmål i Østrig i 1990'erne. Særlig opmærksomhed fik skudvekslinger mellem de jugoslaviske tropper og det slovenske territorialforsvar ved den østrigske grænse i 1991 samt flere grænseoverskridelser i østrigsk luftrum af det jugoslaviske luftvåben. De følgende krige i Kroatien, Bosnien-Hercegovina og Kosovo førte til, at mange mennesker fra disse lande kom som flygtninge til Østrig.

### Østrig i EU (fra 1995)

#### Udenrigspolitik
Med dannelsen af en koalition med det borgerligt-konservative ÖVP og det højrepopulistiske FPÖ den 4. februar 2000 reagerede de øvrige EU-lande med de såkaldte "sanktioner". Særligt de franske og belgiske regeringer betegnede aktionen som en reaktion mod højrepopulisme i Europa. Sanktionerne blev dog hurtigt ophævet igen, da det stod klart, at det ikke var sket indskrænkninger i Østrigs borgerrettigheder.
Fra den 1. januar 1999 indførte man i Østrig Euro, og fra 1. januar 2002 afløste den schilling som betalingsmiddel.

#### Indenrigspolitik
Efter at regeringspartierne SPÖ og ÖVP ved Nationalrådsvalget den 3. oktober 1999 blev valgets store tabere – ÖVP komme stemmemæssigt til at ligge lige under FPÖ – kom det til langvarige koalitionsforhandlinger, der som resultat betød, at den 13 år lange store koalition ikke skulle fortsætte. Det kom til regeringsskifte med en ÖVP-FPÖ koalition under forbundskansler Wolfgang Schüssel, hvilket gav skarpe reaktioner i både ind- og udland. FPÖ havde dog megen intern uro i partiet, som førte til at de fleste af FPÖ-regeringsmedlemmerne trådte tilbage, hvilket udløste nyvalg i 2002. Ved valget steg ÖVP's stemmeandel fra 26,9 % til 42,3 %, og blevet siden 1996 atter det største parti i Østrig, mens FPÖ's stemmeandel gik fra 26,9 % til 10,0 %. SPÖ fik 26,5 % af stemmerne. Der blev dannet en ny "sort-blå" koalition, men denne gang med et væsentligt svækket FPÖ. I april 2005 opstod der ny intern uro i FPÖ, og størstedelen af FPÖ's parlamentarikere trådte ud af partiet og gik i stedet over til det af Jörg Haider dannede BZÖ.
Efter nationalrådsvalget den 1. oktober 2006, hvor det lykkedes SPÖ at opnå et relativt flertal, blev der dannet en stor koalition under ledelse af Alfred Gusenbauer (SPÖ) og vicekansler Wilhelm Molterer (ÖVP). Kaolitionsregeringen holdt dog relativt kort tid på grund af uenighed i en række politiske spørgsmål, og strid om en sundhedsreform medførte nyvalg den 28. september 2008. Den 2. december 2008 indsattes en ny SPÖ-ÖVP koalitionsregering under ledelse af forbundskansler Werner Faymann (SPÖ) og vicekansler Josef Pröll (ÖVP).
Efter nationalrådsvalget den 29. september 2013 dannede Werner Faymann en ny SPÖ-ÖVP koalitionsregering den 16. december 2013 med Michael Spindelegger (ÖVP) som vicekansler og finansminister.